# Um Hong-gil
Um Hong-gil (ur. 14 września 1960) – południowokoreański wspinacz. W 2001 zdobywca wszystkich ośmiotysięczników. Osiągnął Mount Everest trzy razy, od strony północnej i południowej.

## Wejścia na ośmiotysięczniki
- 1988 Mount Everest (8848 m)
- 1993 Czo Oju (8201 m)
- 1995 Makalu (8465 m)
- 1995 Broad Peak (8047 m)
- 1995 Lhotse (8516 m)
- 1996 Dhaulagiri (8167 m)
- 1996 Manaslu (8163 m)
- 1997 Gaszerbrum I (8068 m)
- 1997 Gaszerbrum II (8035 m)
- 1999 Annapurna (8091 m)
- 1999 Nanga Parbat (8125 m)
- 2000 Kanczendzonga (8586 m)
- 2000 K2 (8611 m)
- 2001 Sziszapangma (8013 m)